# Stainton (Yorkshire du Sud)
Pour les articles homonymes, voir Stainton.
Stainton est un village et une paroisse civile du Yorkshire du Sud, en Angleterre.